# Abendrot

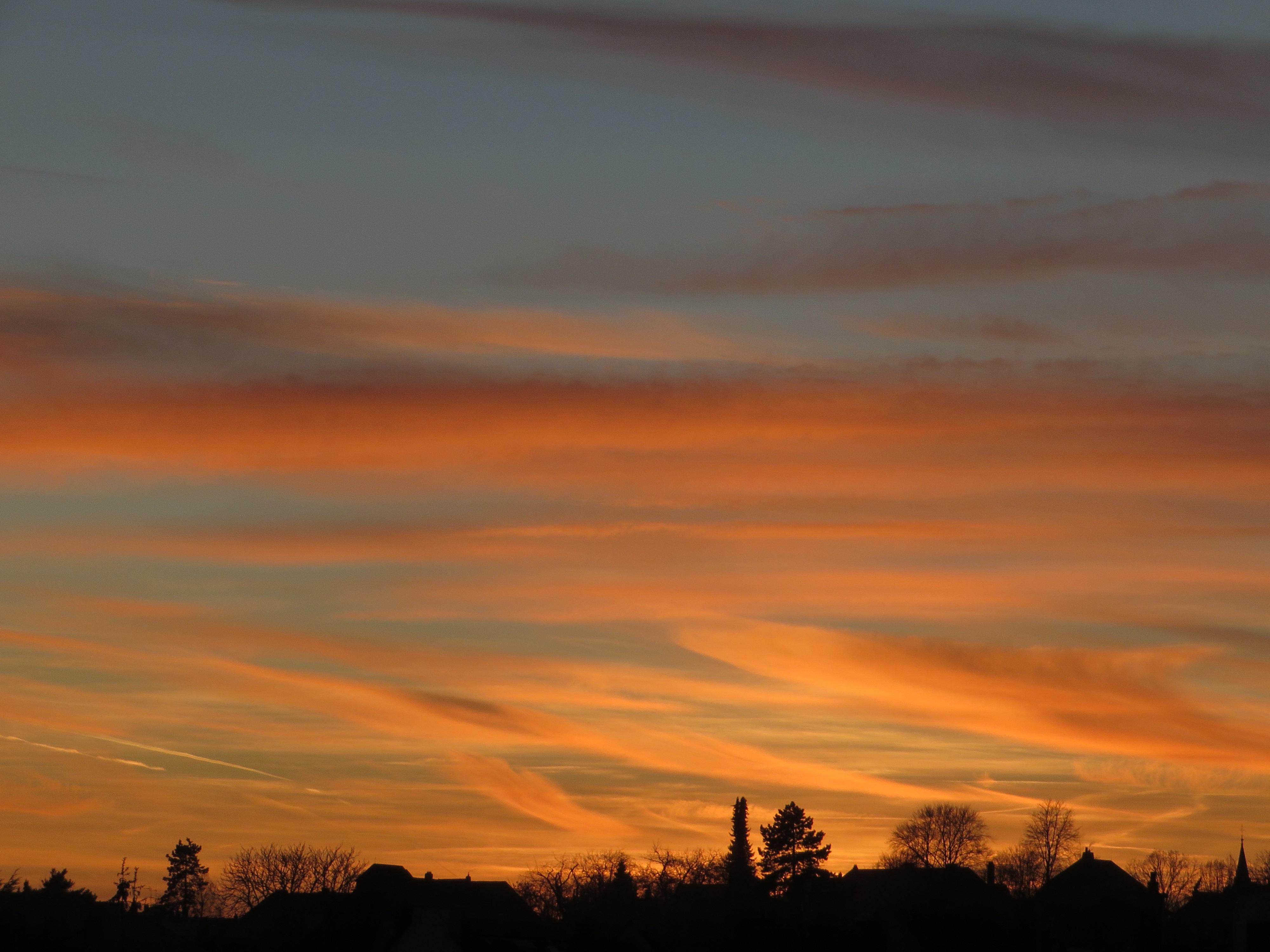
Abendrot über Hessen

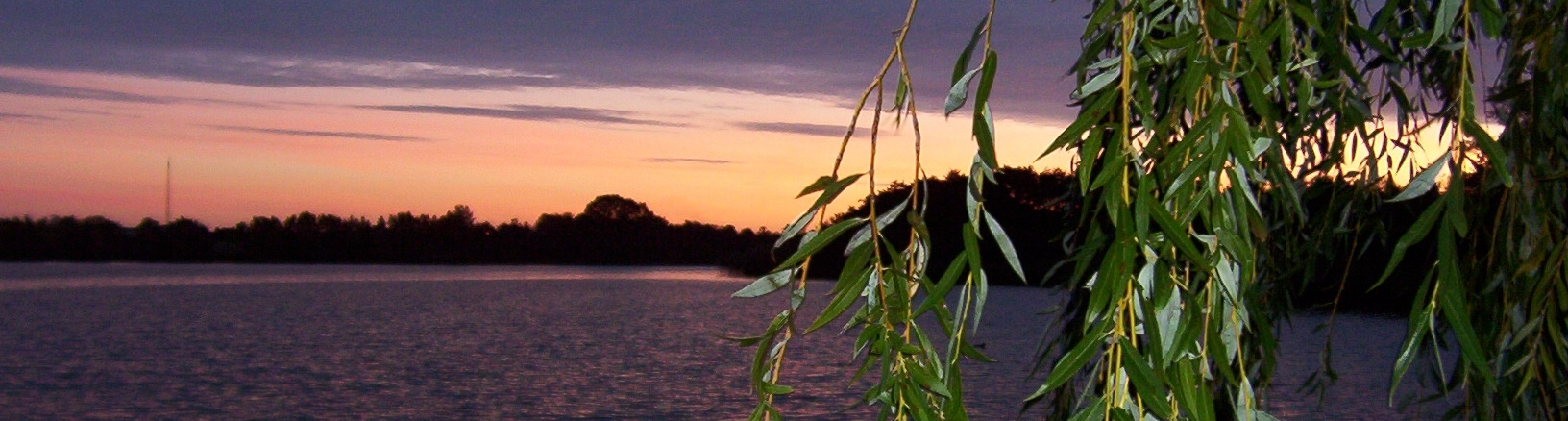
Abendrot über dem Schloonsee in Usedom

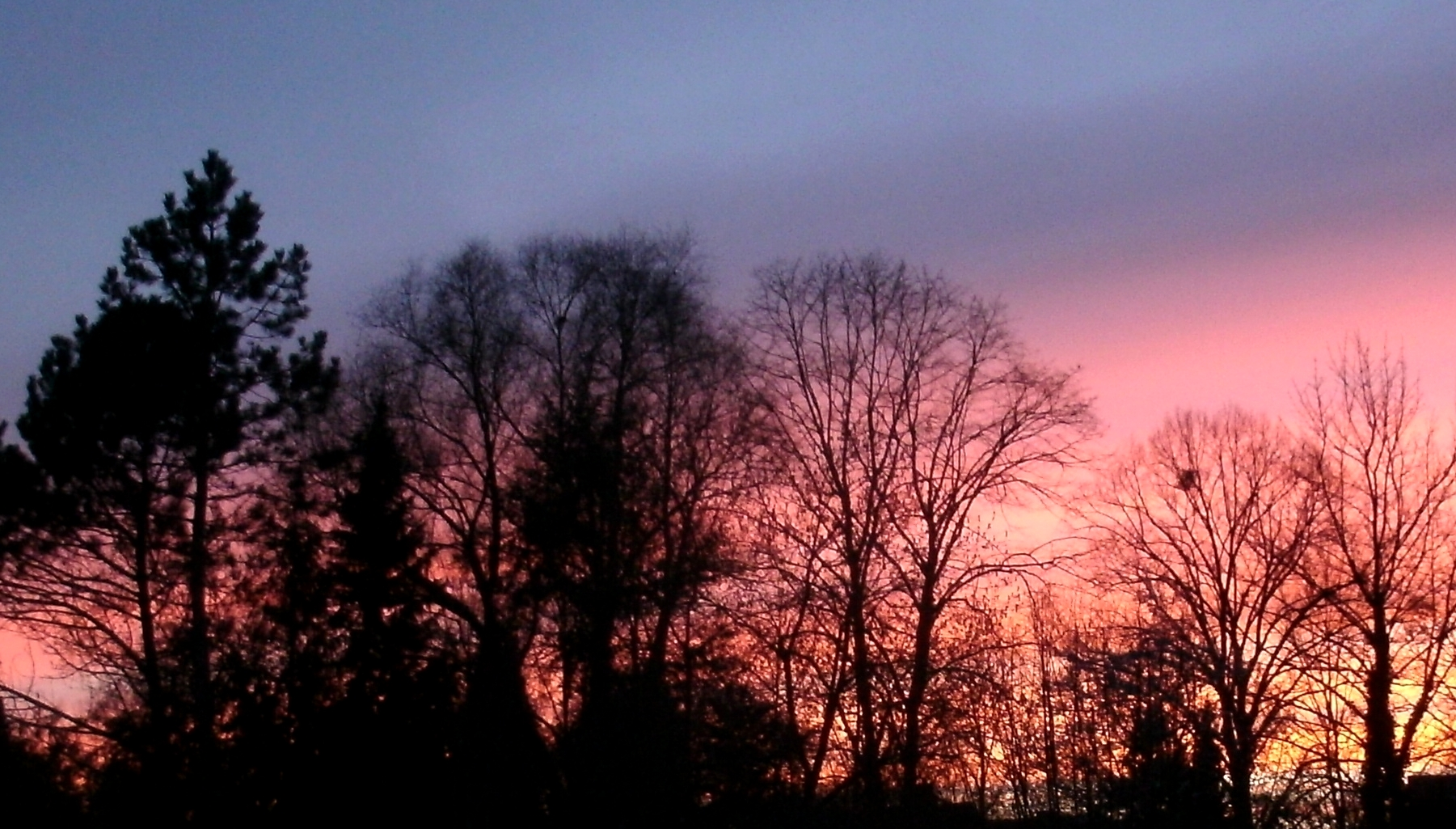
Starkes Gegenlicht im rosa Abendrot über dem Bergischen Land

Als Abendrot bezeichnet man eine rötliche Färbung des Abendhimmels bei tiefem Sonnenstand, also während des Sonnenuntergangs. Diese Färbung bei möglichst gering bewölktem Himmel im Westen geht danach in die Dämmerung über.

## Entstehung
Verursacht wird die Rotfärbung des Himmels, analog zur Entstehung der Morgenröte, insbesondere durch Streuung an kleinen Partikeln in der Atmosphäre. Hinzu kommt der Effekt der Beugung von Lichtstrahlen, der als astronomische Refraktion bezeichnet wird. Eine staubige Atmosphäre ist mithin förderlich.
Wenn die Sonne niedrig steht, bleiben bei starker Streuung des blauen Lichts nur noch die roten Spektralanteile übrig, wodurch die Sonne rötlich gefärbt erscheint. Unabhängig von der Wellenlänge wird dieses Licht durch die Aerosole gestreut. Dies hat zur Folge, dass in der Umgebung der Himmel ebenfalls rot gefärbt ist.
Die Gegendämmerung ist eine spezielle Form des rötlich gefärbten Abendhimmels, bei dem sich das Abendrot am gegenüberliegenden Himmelssegment zeigt.

## Trivia
Ein roter Abendhimmel gilt nach Bauernregeln als Vorzeichen für schönes Wetter (Abendrot, gut Wetterbot), während eine Seemannsregel, die das Gegenteil aussagt (Abendrot macht Seemann tot), nicht zutrifft, stattdessen aber das Sprichwort „Morgenrot bringt Schiff in Not“, „Morgenrot bringt Seemannstod“ oder „Morgenrot schlecht Wetter droht“. In Mitteleuropa trifft die erste Regel sehr oft zu. Dies liegt daran, dass in dieser Region die Wolken vom Westen über das Land ziehen. Die Abendsonne lässt die Luftpartikel nur dann rot erscheinen, wenn das Sonnenlicht nicht durch Wolken behindert wird. Die Wahrscheinlichkeit für einen wolkenlosen Himmel ist dann zumindest für die nächsten zwölf Stunden sehr hoch. Bei Ostwind hingegen kann für eine Vorhersage die Morgenröte als Indikator für einen wolkenlosen Himmel für die nächsten Stunden herangezogen werden.

## Abendrot in der Kunst
Insbesondere zur Zeit der Romantik war das Abendrot häufig Gegenstand von Gemälden (etwa von Caspar David Friedrich) und Gedichten (Im Abendrot von Karl Lappe, vertont von Franz Schubert).

## Siehe auch

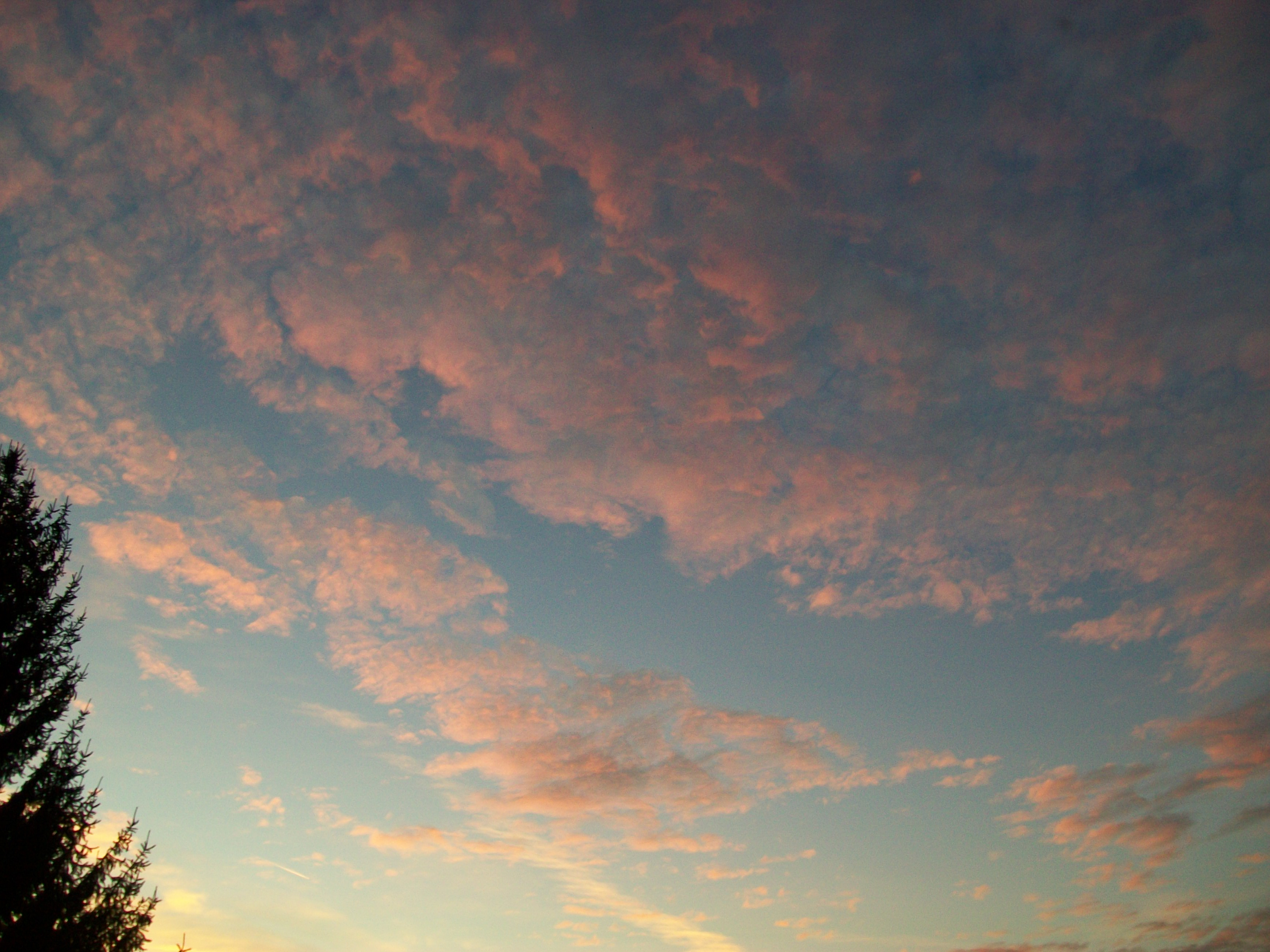
Rosa Abendrot bei Nordföhn in der Steiermark